# Месели
Месели (баш. Мәҫәле, чув. Меселпуҫ) — село в Меселинском сельсовете  Аургазинского района  Республики Башкортостан.

## Географическое положение
Расстояние до:
- районного центра (Толбазы): 23 км,
- ближайшей железнодорожной станции (Стерлитамак): 30 км.

## История
Первое упоминание названия реки Месели имеется в архиве г. Уфы дело № 339 от 9 июня 1729 года. Запись башкир Ногайской дороги Миркетской волости башкир Юкат Бекулов и родственник Алай Аблаев.
Деревня основана переселенцами из Казанской и Симбирской губерний в 1740 г., по другим сведениям — в 1760 г. В 1780 г. жители приняли православие.
Деревни под названием Месели были в двух местах. Одну назвали «Нижние Месели», которая расположена была по нижнему течению реки около д. Подлесное, а «Верхние Месели» располагалось там, где в данное время находится с. Месели.
Д. Месели известна ещё и потому, что в конце сентября 1774 г. здесь стояла карательная команда во главе с полковником Шепелевым, откуда он в своем рапорте сообщал оренбургскому губернатору Рейнсдорпу об отказе башкирских старшин-пугачевцев явиться с повинной в Казань к генерал-майору Потемкину. В восстании под предводительством Пугачева приняли участие 182 выходца из обоих Меселей.
Нижние Месели, после того, как в 1792 были выкуплены земли помещиком Т. С. Аксаковым, прекратила своё существование, жители переселились в д. Кармаскалы (затем в Юламаново), Николаевку (Имянликулево), Васильевку, Таштамак, Мелеуз и т. д. В документах название Верхние Месели отмечалось до 1925 г.
В 1863 г. здесь была построена церковь.
В ЦГА Республики Башкортостан хранится отчет Уфимской губернии Попова об осмотре народных училищ, где значится одноклассное инородческое сельское христианское Меселинское чувашское училище под № 8, открытое 20.02.1884 года. Число учащихся: мальчиков — 37; девочек — 4, всего — 41.
В 1910 г. в деревне случился пожар, в результате чего сгорело 85 домов вместе с храмом и школой. После пожара была построена церковь в честь Святого Николая Чудотворца. Вначале был только храм, затем сделали пристрой, который построил помещик Карташов. В 1930—31 г. церковь закрыли.
В 1932 г. из кулацких домов было собрано школьное здание из 5 комнат. Впоследствии помещение церкви также было приспособлено для школы.

## Основание иных селений
Из д. Нижние Месели выбыло 50 человек в дд. Кармаскалы Уфимского уезда.
В начале 90-х гг. XVIII в. выходцами из дд. Карамалы и (Верхние Месели) основана д. Асавбашево.
Некрещеные чуваши в количестве 24 человека из д. Бегеняшево образовали свою деревню Услыбаш (Усăллă). Это произошло в 1793 г. Затем в течение следующего года прибыли переселенцы из д. Верхние Месели.
Чуваши из д. Ишкеево Козьмодемьянского уезда Казанской губернии в 1794 г. основали д. Танеевка. V ревизия показала в ней 120 человек. Была и другая деревня под названием Нижняя Танеевка, тоже с чувашским населением. Чуваши-новокрещены прибыли сюда из д. Мелеуз и Нижние Месели.
В 1794—95 население село Кожай-Семеновка (Тимеш) в Миякинском районе РБ. пополнилось переселенцами из Верхних Меселей.
Мраково — поселение башкир-вотчинников Кармышевой тюбы Юрматынской волости. С конца XVIII в. оно известно как этнически смешанный населенный пункт. Тогда проживали: в 15 дворах 77 башкир-вотчинников, в 10 дворах 53 безземельных башкира, перешедших в тептяри, в 3 дворах 14 тептярей из татар, в 5 дворах 32 чуваша-язычника, вышедших из д. Яранская (Нижние Месели).
Имянликулево возникла при одноименной речке и р. Уршак на вотчине Юмран-Табынской волости по договорной записи от 30 июля 1797 г., данной башкирами дд. Ибрагимово, Ильчибаево и Тукучево о припуске новокрещеных чувашей сроком на 70 лет с единовременной платой 700 руб. и ежегодным денежным оброком по 15 руб. со всего селения. Жители деревни состояли из выходцев д. Нижние Месели, откуда прибыли 50 человек.
В 1929—1930 выходцами из Меселей были основаны поселения Журавлевка, Вязовка, Сосновка, Дадановка и Каменка.

## Население
В 1795 г. в Верхних Меселях было 190, в Нижних Меселях — 508 человек.
В 1895 г. — мужского пола — 495 душ, женского пола — 506 душ.
В 1902 г. было 209 дворов с населением 1342 чел.
В 1906 г. в с. Месели было число дворов 245; жителей-мужчин — 632, а женщин — 659.
| 2002 | 2009 | 2010 |
| ---- | ---- | ---- |
| 618  | ↘601 | ↘592 |

Согласно переписи 2002 года, преобладающая национальность — чуваши (93 %).

## Религия
В селе есть православная церковь Николая Чудотворца.

## Известные люди, связанные с селом
- Нухрат Антонина Ивановна (1900—1983) — общественный и государственный деятель, активистка женского движения 30—40-х годов. В 1918—19 — учительница в с. Манеево. 1938 г. — репрессирована НКВД как дочь церковного псаломщика Никольской церкви села Месели и жена врага народа. Подверглись репрессии Матвеева Мария Кирилловна, мама А. И. Нухрат (за анекдот), её следы затерялись в Караганде, брат Матвеев Николай Иванович, 1903 г.р. расстрелян 13 июля 1938 года.
- Григорий Кузьмич Петров (1931—2016) — советский нефтяник, Герой Социалистического Труда. Свою первую нефть обнаружил под Нефтекамском. Со своей молодежной бригадой выехал 22 июля 1964 года на освоение нефти Тюменской области. Почетный гражданин города Урая.